# Pulsellum pusillum
Pulsellum pusillum är en blötdjursart som först beskrevs av Watson 1879.  Pulsellum pusillum ingår i släktet Pulsellum och familjen Pulsellidae. Inga underarter finns listade i Catalogue of Life.